# Up Where We Belong
Up Where We Belong è una canzone composta da Jack Nitzsche, Buffy Sainte-Marie e Will Jennings e cantata da Joe Cocker e Jennifer Warnes, per la colonna sonora del film del 1982 Ufficiale e gentiluomo.

## Tracce
Lato A
1. Up Where We Belong

Lato B
1. Sweet Lil' Woman (Joe Cocker)

## Ricezione
Il singolo, pubblicato dalla Island Records nel 1982 arrivò alla prima posizione della classifica statunitense Billboard Hot 100 il 6 novembre 1982 e vi rimase per tre settimane.
"'Up Where We Belong" vinse il Golden Globe come "miglior canzone originale" e l'oscar per la migliore canzone nel 1983. Inoltre vinse il BAFTA Film Awards come "miglior canzone" nel 1984. Joe Cocker e la Warnes vinsero anche il Grammy Award come "miglior performance di un duo o gruppo" nel 1983, per la loro interpretazione del brano.
Ironicamente, il produttore Don Simpson avrebbe voluto togliere "Up Where We Belong" da Ufficiale e gentiluomo, giudicando la canzone non destinata ad avere successo.
L’anno successivo (1983) la canzone vincitrice del Festival di Sanremo “Sarà quel che sarà“ eseguita da Tiziana Rivale venne accusata di plagio per la somiglianza con "Up Where We Belong".
Una versione strumentale del brano è stata utilizzata dall'azienda alimentare Barilla negli anni '90 come sottofondo per gli spot pubblicitari dei prodotti Mulino Bianco.